# Yūya Onoe
Yūya Onoe (japanisch 尾上 勇也 Onoe Yūya; * 8. April 1985 in der Präfektur Tokushima) ist ein ehemaliger japanischer Fußballspieler.

## Karriere
Onoe erlernte das Fußballspielen in der Schulmannschaft der Naruto High School. Seinen ersten Vertrag unterschrieb er 2004 bei Ehime FC. Der Verein spielte in der dritthöchsten Liga des Landes, der Japan Football League. 2006 wechselte er zum Zweitligisten Tokushima Vortis. Für den Verein absolvierte er 21 Ligaspiele. Danach spielte er bei Kamatamare Sanuki, Mitsubishi Mizushima FC und MIO Biwako Shiga.